# Thomas Dekker (ciclista)
Thomas Dekker (Amsterdam, 6 settembre 1984) è un ex ciclista su strada olandese professionista dal 2005 al 2014, vincitore in carriera di una Tirreno-Adriatico, un Tour de Romandie e due volte campione nazionale a cronometro.
È cugino dell'ex ciclista olandese Erik Dekker.
Era uno specialista delle prove a cronometro.

## Carriera
Prodotto della Rabobank, nei due anni da dilettante consegue 14 successi, conquistando inoltre due medaglie d'argento ai campionati del mondo 2004 nella categoria Under 23, sia nella prova in linea che a cronometro.
Dopo tre mesi da stagista a fine 2004, passa professionista nel 2005 con la Rabobank; la prima vittoria da pro la ottiene il 27 marzo nella seconda tappa del Critérium International, in Francia, quando va a staccare Jörg Jaksche, Bobby Julich e Ivan Basso in un arrivo in volata a 4. Chiuderà la corsa al secondo posto.
Tra le vittorie più importanti degli anni seguenti si ricordano l'edizione 2006 della Tirreno-Adriatico e l'edizione 2007 del Tour de Romandie, oltre a due campionati nazionali a cronometro. Nel 2008 non ottiene invece successi: i suoi migliori piazzamenti sono due terzi posti in classifica generale alla Vuelta a Castilla y León e alla Vuelta al País Vasco. Dopo un deludente Giro di Svizzera, la Rabobank lo esclude dai convocati per il Tour de France.
A seguito di contrasti con la dirigenza, anche a causa dell'esclusione dalla Grande Boucle, il 28 settembre 2008 firma un contratto biennale con la Silence-Lotto, squadra belga capitanata da Cadel Evans. Lascia così la Rabobank dopo quattro stagioni da professionista.
Il 20 giugno 2009 viene trovato positivo all'EPO in seguito a controlli antidoping effettuati a Colonia su dei campioni prelevatigli nel dicembre 2007, in periodo di non competizione. Il 1º luglio seguente viene quindi sospeso dalla Silence-Lotto; le controanalisi del settembre 2009 confermano poi la positività.
Scontata la squalifica di due anni, il 1º agosto 2011 firma con la formazione Continental statunitense della Chipotle, con cui disputa il Giro del Portogallo.. A fine stagione torna al successo nel Duo Normand, cronometro a coppie (con il belga Johan Vansummeren).
Nel 2012 viene ingaggiato dal WorldTeam Garmin-Barracuda, dove resta tre stagioni, ottenendo complessivamente un solo successo individuale, una tappa al Circuit de la Sarthe 2012. Rimasto senza contratto a fine della stagione 2014 a inizio 2015 tenta la conquista del record dell'ora, fallendo l'obiettivo, il 25 febbraio 2015 ad Aguascalientes, percorrendo 52,221 km, circa 270 metri in meno del primato dell'australiano Rohan Dennis. Meno di un mese dopo annuncia il suo ritiro dal ciclismo.
Nel novembre 2015 dichiara di essere lui Clasicomano Luigi, nome in codice di un cliente di Eufemiano Fuentes che non era ancora stato identificato.

## Palmarès

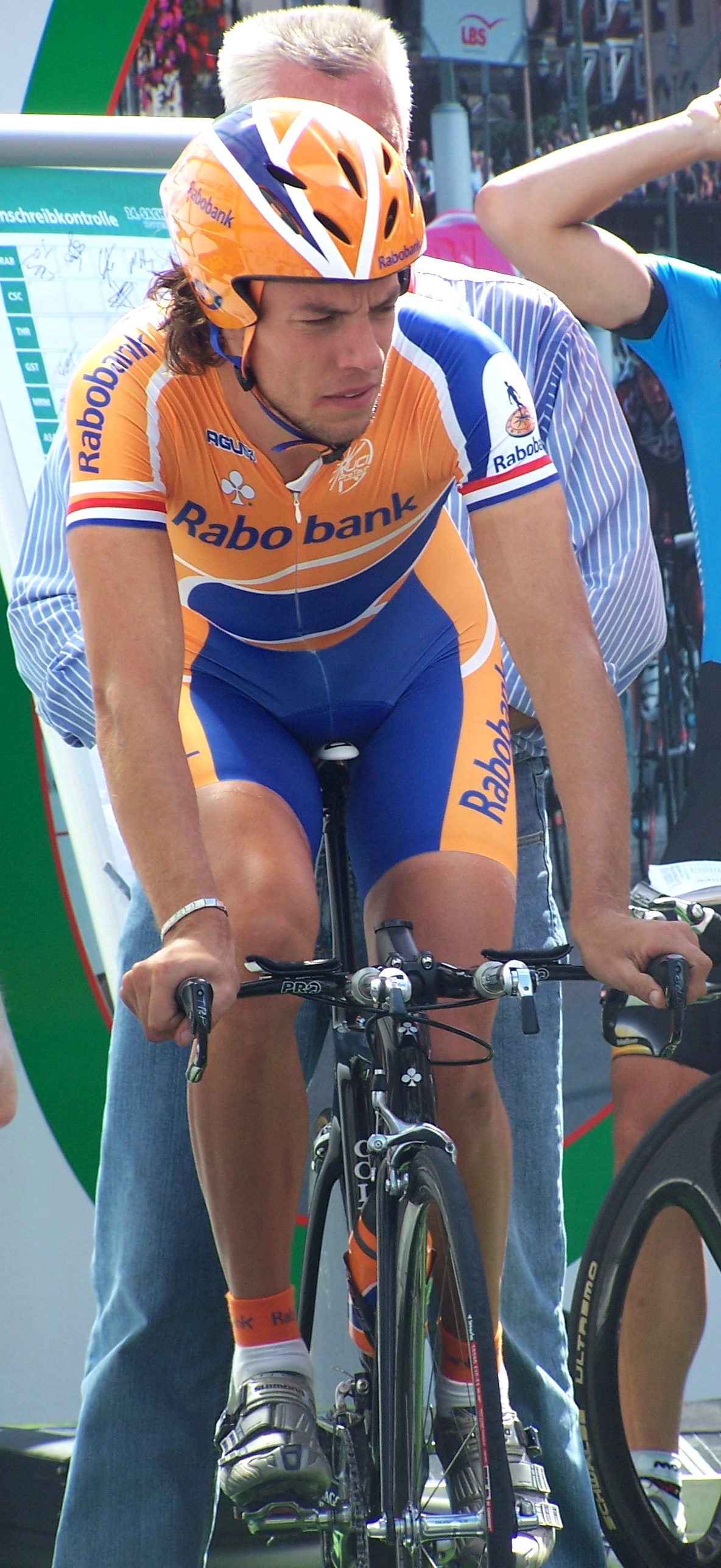
Thomas Dekker al Sachsen-Tour nel 2008.

- 2003

2ª tappa, 2ª semitappa Linz-Passau-Budweis (Passavia > Hellmonsödt)
Classifica generale Linz-Passau-Budweis
1ª tappa Ster Elektrotoer (Veldhoven > Veldhoven, cronometro)
3ª tappa Ster Elektrotoer (Valkenburg > Valkenburg)
- 2004

Prologo Boucles de la Mayenne (cronometro)
Classifica generale Tour de Normandie
Prologo Olympia's Tour (cronometro)
5ª tappa Olympia's Tour
Classifica generale Olympia's Tour
Campionati olandesi, Prova a cronometro
2ª tappa Tour des Pyrénées
Grand Prix Eddy Merckx (cronocoppie, con Koen de Kort)
1ª tappa Tour de l'Avenir
2ª tappa Rheinland-Pfalz-Rundfahrt
2ª tappa Triptyque des Monts et Châteaux
Classifica generale Triptyque des Monts et Châteaux
Classifica generale Internationale Thüringen Rundfahrt
- 2005

1ª tappa Critérium International
Grote Prijs Stad Zottegem
Campionati olandesi, Prova a cronometro
8ª tappa Tour de Pologne
- 2006

Classifica generale Tirreno-Adriatico
- 2007

Trofeo Pollença
5ª tappa Tour de Romandie
Classifica generale Tour de Romandie
6ª tappa Tour de Suisse
2ª tappa 3-Länder-Tour
4ª tappa 3-Länder-Tour
Classifica generale 3-Länder-Tour
- 2011

Duo Normand (cronocoppie, con Johan Vansummeren)
- 2012

5ª tappa Circuit de la Sarthe

### Altri successi
- 2005

Classifica giovani Critérium International
Classifica giovani Eneco Tour
- 2007

Classifica a punti Tour de Romandie
Profronde van Stiphout (criterium)
Profronde van Heerlen (criterium)
Profronde van Almelo (criterium)
- 2008

Classifica a punti Vuelta a Castilla y León
Draai van de Kaai (criterium)
- 2012

2ª tappa Tour of Qatar (Lusail > Lusail, cronosquadre)

## Piazzamenti

### Grandi Giri
- Giro d'Italia

2005: 75º
2013: 136º
2014: ritirato (16ª tappa)
- Tour de France

2007: 35º
- Vuelta a España

2012: 149º

### Classiche monumento
- Liegi-Bastogne-Liegi

2013: 107º
2014: ritirato
- Giro di Lombardia

2014: ritirato

### Competizioni mondiali
- Campionati del mondo su strada

Madrid 2005 - Cronometro Elite: 35º
Madrid 2005 - In linea Elite: 15º
Stoccarda 2007 - In linea Elite: 11º
- Giochi olimpici

Atene 2004 - Cronometro: 20º